# OK Computer
OK Computer este al treilea album al formației britanice Radiohead, lansat în vara anului 1997, aplaudat de criticii de specialitate și, în cele din urmă, un mare succes comercial la nivel internațional. Albumul i-a adus pe creatorii săi în prim-planul muzicii rock contemporane, deși se îndepărta de stilul popular atunci, punând bazele viitoarelor experimente sonore ale trupei. Este considerată cea mai bună lucrare a formației Radiohead, albumul fiind văzut ca o piatră de hotar a muzicii anilor 1990. OK Computer a fost nominalizat la un premiu Grammy pentru Albumul anului și a fost recompensat cu premiul pentru cea mai bună interpretare muzicală alternativă.

## Lista pieselor
Toate piesele au fost compuse de Thom Yorke, Jonny Greenwood, Phil Selway, Ed O'Brien, și Colin Greenwood.
1. „Airbag” – 4:44
2. „Paranoid Android” – 6:23
3. „Subterranean Homesick Alien” – 4:27
4. „Exit Music (For a Film)” – 4:25
5. „Let Down” – 4:59
6. „Karma Police” – 4:22
7. „Fitter Happier” – 1:57
8. „Electioneering” – 3:51
9. „Climbing Up the Walls” – 4:45
10. „No Surprises” – 3:49
11. „Lucky” – 4:20
12. „The Tourist” – 5:25